# Mayte García
Mayte Jannell García (Fort Rucker, Alabama, 12 de noviembre de 1973) es una bailarina y cantante estadounidense de ascendencia puertorriqueña, famosa por haber sido la esposa de Prince durante tres años y actuar con su grupo.

## Trabajo con Prince
Comenzó a trabajar con Prince y la New Power Generation en el tour de Diamonds and Pearls, e incluso él le llegó a producir un LP llamado Child of the Sun en el que ella cantaba todas los temas.
También ocupó la dirección artística en la New Power Generation Dance Company
Se casaron el día de San Valentín de 1996. Poco después Mayte quedó embarazada, pero su hijo nació con una extraña enfermedad, el síndrome de Pfeiffer, y murió a los pocos días. Este hecho contribuyó enormemente a la ruptura de la pareja, que se consumó con la declaración de nulidad de su matrimonio en 1999. Mayte confirmó en 2015 que la relación con Prince le afectó de por vida y que no es capaz de encontrar el amor de su vida aunque "no lo ama (a Prince) de manera activa sí que le mantiene afecto".
Para algunos, el tiempo que duró la pareja dio lugar a una de las épocas más brillantes en la carrera de Prince, específicamente con el disco The Gold Experience de 1995. En 2017, Mayte publicó un libro biográfico titulado Mi vida con Prince.

## Trabajo posterior a Prince
En 2001 se la relacionó sentimentalmente con el músico Tommy Lee.
Es una especialista en la danza del vientre. De hecho instruyó a Britney Spears para su vídeo musical «I'm a Slave 4 U» y su icónica actuación en los MTV Video Music Awards.
Ha participado en diversas producciones para cine y televisión como Firehouse Dog.